# Кононовка (село, Черкасская область)
Кононо́вка (укр. Кононівка) — село в Драбовском районе Черкасской области Украины.
Население по переписи 2001 года составляло 841 человек. Почтовый индекс — 19810. Телефонный код — 4738.

## История
С 1782 года в селе Анастасиевская церковь.
Село есть на карте 1826-1840 года.
В 1908 году тут жил Михаил Коцюбинский, после чего написал новеллу «Intermezzo», посвятив ее кононовским полям.

## Местный совет
19810, Черкасская обл., Драбовский р-н, с. Кононовка, ул. Парковая, 1